# Гухман, Александр Адольфович
Александр Адольфович Гухман (1897—1991) — советский физик, доктор физико-математических наук (1941), профессор (1934), заслуженный деятель науки и техники РСФСР. Известен как автор работ по теории подобия и оригинальной системы построения термодинамики.

## Биография
Родился в семье инженера-механика Адольфа Аркадьевича Гухмана (1870, Мозырь — 1914), одного из руководителей еврейской общины Баку и учредителя местного филиала Общества просвещения евреев, управляющего нефтеперерабатывающим заводом Каспийско-Черноморского общества в Белом Городе и заместителя управляющего Бакинским отделением Каспийско-Черноморских нефтепромыслов, члена Совета Бакинского отделения Императорского Русского технического общества; процесс по делу А. Фейгля и А. Гухмана о нефтяных пожарах проходил в мае 1902 года в Баку и позже материалы процесса были изданы отдельной книгой.
Выпускник Петроградского политехнического института (1921).
В 1930-х годах работал в Ленинградском физико-техническом институте (ныне Физико-технический институт имени А. Ф. Иоффе РАН), в 1937 г. был осуждён и сослан в Алма-Ату.
После возвращения из ссылки заведовал кафедрой термодинамики и теплопередачи Московского института химического машиностроения (МИХМ), читал лекции в Московском авиационном институте (МАИ).
Совместно с М. В. Кирпичёвым получил достаточные условия соблюдения подобия в физических процессах («третья теорема подобия»), которые дали теоретическую базу для физического моделирования технических процессов.
Умер в 1991 году в Москве где был похоронен в колумбарий Нового Донского кладбище (колумбарии 22, секция 36).
Его именем назван один из критериев подобия, широко применяемый в теории сушки — критерий Гухмана (Gu).

## Интересные сведения
- А. А. Гухмана отличал своеобразный взгляд на построение классической термодинамики. Он не признавал трактовку статистической физики как теоретической основы термодинамики, подчёркивал самодостаточность и фундаментальность равновесной термодинамики, выделяя её методологическое содержание[4].
- Вспоминает один из слушателей лекций А. А. Гухмана в МАИ: «Он говорил образно, передавая слушателям ощущение строгой красоты своих построений. В семье наук, — говорил Гухман, — классическая термодинамика как старая властная тётка: во всё вмешивается, её недолюбливают, но она всегда права. Почему же наряду с необходимым уважением ей часто отказывают в должной любви? Чего ей не хватает — логики, стройности, строгости? Нет, все эти атрибуты эстетики познания налицо. Отсутствует другое — доступный физический смысл некоторых её понятий и особенно ключевого — энтропии. Будучи наукой структурно-описательной, классическая термодинамика не связывает понятия с механизмом явления. <…> В природе все виды энергии — механическая, электрическая, лучистая — самопроизвольно стремятся перейти в тепло. Оно — всеобщая „сберкасса“, охотно принимает вклады. Но выясняется — тут коварство: это „сберкасса наоборот“, с отрицательным процентом. Попробуйте вернуть вклад, то есть с помощью машины превратить тепло обратно в работу — вам выдадут лишь часть, удержав значительную долю: в природе идёт непрерывное обесценение энергии. Энтропия есть мера этого процесса»[5].
- Однажды на последней лекции курса термодинамики А. А. Гухман торжественно объявил: «Термодинамика — это первый закон и дифференциальные соотношения. Всё остальное — практика применения аппарата термодинамики»[6].

## Семья
- Сестра — Елизавета Адольфовна Макаровская (урождённая Гухман, 1904—1965), педагог-методист, автор ряда работ по вопросам преподавания литературы в средней школе («Работа с книгой: методическое пособие для преподавателей техникумов», 1961; «Кабинет русского языка и литературы в техникуме: Методическое пособие для заведующих кабинетами и преподавателей», 1961; «О некоторых особенностях методики преподавания литературы в вечерних техникумах», 1964), харьковская знакомая С. А. Есенина.
- Двоюродная сестра — Мирра Моисеевна Гухман, лингвист-германист.